# PhotoImpact
 (mai 2010).
Si vous disposez d'ouvrages ou d'articles de référence ou si vous connaissez des sites web de qualité traitant du thème abordé ici, merci de compléter l'article en donnant les références utiles à sa vérifiabilité et en les liant à la section « Notes et références ».
PhotoImpact (originellement appelé Iedit[réf. souhaitée]) est un programme d'édition graphique publié initialement par Ulead Systems (en) puis par Corel.
La dernière version connue depuis 2010 est X3 .
Outre ses capacités d'édition d'images, le programme propose des outils HTML, comme un assistant de roulement, un assistant imagemap, un assistant HTML, un concepteur de fond et d'une bibliothèque boutons.